# Erik Gezelius (1743–1823)
Erik Gezelius, född 4 oktober 1743 i Linköpings församling, Östergötlands län, död 26 augusti 1823 i Vadstena församling, Östergötlands län, var en svensk borgmästare och riksdagsman.

## Biografi
Gezelius föddes 1743 i Linköpings församling. Han var son till karduansmakaren Erik Gezelius (1717–1786) i Linköping. Gezelius blev 1763 student vid Uppsala universitet och avlade hovrättsexamen 1769.  Han var mellan 1777 och 1819 borgmästare i Vadstena stad och fick lagmans titel 1811. Gezelius avled 1823 i Vadstena församling.
Gezelius var riksdagsledamot av riksdagen 1786 och riksdagen 1809–1810. Han var 1769 auskultant vid Svea hovrätt.

### Familj
Gezelius gifte sig med Brita Maria Beckmarck. De fick tillsammans barnen Erik Julius Gezelius och Johan Wilhelm Gezelius.